# Toyota Racing Series 2020
La Toyota Racing Series 2020 è stata la sedicesima edizione della Toyota Racing Series, la principale categoria di sport motoristici a ruote scoperte in Nuova Zelanda. La serie consisteva in quindici gare in cinque round. È iniziata il 17 gennaio all'Highlands Motorsport Park, a Cromwell, e si è concluso il 16 febbraio con la 65ª edizione del Gran Premio della Nuova Zelanda, sul Circuito di Manfeild.

## Team e piloti
Tutti team hanno la base registrata in Nuova Zelanda
| Team              | N. | Pilota              | Gare  |
| ----------------- | -- | ------------------- | ----- |
| M2 Competition    | 1  | Liam Lawson         | Tutti |
| M2 Competition    | 6  | Ido Cohen           | Tutti |
| M2 Competition    | 17 | Igor Fraga          | Tutti |
| M2 Competition    | 21 | Émilien Denner      | Tutti |
| M2 Competition    | 33 | Yuki Tsunoda        | Tutti |
| M2 Competition    | 99 | Rui Andrade         | Tutti |
| Giles Motorsport  | 4  | Henning Enqvist     | Tutti |
| Giles Motorsport  | 26 | Grégoire Saucy      | Tutti |
| Giles Motorsport  | 44 | Lirim Zendeli       | Tutti |
| Giles Motorsport  | 49 | Ken Smith           | 5     |
| Giles Motorsport  | 62 | Chelsea Herbert     | 1–2   |
| Kiwi Motorsport   | 5  | Spike Kohlbecker    | Tutti |
| Kiwi Motorsport   | 7  | Axel Gnos           | Tutti |
| Kiwi Motorsport   | 13 | Tijmen van der Helm | 3–5   |
| Kiwi Motorsport   | 16 | Amaury Cordeel      | 1     |
| Kiwi Motorsport   | 32 | José Blanco         | 1–2   |
| Kiwi Motorsport   | 43 | Franco Colapinto    | Tutti |
| mtec con R-ace GP | 9  | Petr Ptáček         | Tutti |
| mtec con R-ace GP | 10 | Oliver Rasmussen    | Tutti |
| mtec con R-ace GP | 11 | Jackson Walls       | Tutti |
| mtec con R-ace GP | 23 | Caio Collet         | Tutti |
| mtec con R-ace GP | 88 | Lucas Petersson     | Tutti |

## Calendario e risultati
| Round | Round | Circuito                      | Data        | Pole Position    | Giro veloce      | Vincitore           |
| ----- | ----- | ----------------------------- | ----------- | ---------------- | ---------------- | ------------------- |
| 1     | R1    | Highlands Motorsport Park     | 18 gennaio  | Caio Collet      | Caio Collet      | Liam Lawson         |
| 1     | R2    | Highlands Motorsport Park     | 19 gennaio  |                  | Oliver Rasmussen | Yuki Tsunoda        |
| 1     | R3    | Highlands Motorsport Park     | 19 gennaio  | Liam Lawson      | Liam Lawson      | Liam Lawson         |
| 2     | R1    | Teretonga Park                | 25 gennaio  | Igor Fraga       | Caio Collet      | Caio Collet         |
| 2     | R2    | Teretonga Park                | 26 gennaio  |                  | Igor Fraga       | Émilien Denner      |
| 2     | R3    | Teretonga Park                | 26 gennaio  | Jackson Walls    | Liam Lawson      | Liam Lawson         |
| 3     | R1    | Hampton Downs Motorsport Park | 1º febbraio | Petr Ptáček      | Liam Lawson      | Igor Fraga          |
| 3     | R2    | Hampton Downs Motorsport Park | 2 febbraio  |                  | Liam Lawson      | Franco Colapinto    |
| 3     | R3    | Hampton Downs Motorsport Park | 2 febbraio  | Igor Fraga       | Igor Fraga       | Igor Fraga          |
| 4     | R1    | Pukekohe Park Raceway         | 8 febbraio  | Liam Lawson      | Liam Lawson      | Liam Lawson         |
| 4     | R2    | Pukekohe Park Raceway         | 9 febbraio  |                  | Liam Lawson      | Jackson Walls       |
| 4     | R3    | Pukekohe Park Raceway         | 9 febbraio  | Liam Lawson      | Liam Lawson      | Liam Lawson         |
| 5     | R1    | Circuito di Manfeild          | 15 febbraio | Franco Colapinto | Igor Fraga       | Igor Fraga          |
| 5     | R2    | Circuito di Manfeild          | 16 febbraio |                  | Franco Colapinto | Tijmen van der Helm |
| 5     | R3    | Circuito di Manfeild          | 16 febbraio | Igor Fraga       | Franco Colapinto | Igor Fraga          |

## Classifica

### Sistema di punteggio
Gara (con qualifica)
| Posizione | 1º | 2º | 3º | 4º | 5º | 6º | 7º | 8º | 9º | 10º | 11º | 12º | 13º | 14º | 15º | 16º | 17º | 18º | 19º | 20º |
| Punti     | 35 | 31 | 27 | 24 | 22 | 20 | 18 | 16 | 14 | 12  | 10  | 9   | 8   | 7   | 6   | 5   | 4   | 3   | 2   | 1   |

Gare con la griglia invertita
| Posizione | 1º | 2º | 3º | 4º | 5º | 6º | 7º | 8º | 9º | 10º | 11º | 12º | 13º | 14º | 15º |
| Punti     | 20 | 18 | 16 | 14 | 12 | 10 | 9  | 8  | 7  | 6   | 5   | 4   | 3   | 2   | 1   |

### Classifiche Piloti
| Pos. | Pilota              | HIG | HIG | HIG | TER | TER | TER | HMP | HMP | HMP | PUK | PUK | PUK | MAN | MAN | MAN | Punti |
| ---- | ------------------- | --- | --- | --- | --- | --- | --- | --- | --- | --- | --- | --- | --- | --- | --- | --- | ----- |
| 1    | Igor Fraga          | 2   | 7   | 3   | 3   | 6   | 2   | 1   | 4   | 1   | 2   | 5   | 8   | 1   | 4   | 1   | 362   |
| 2    | Liam Lawson         | 1   | 5   | 1   | 6   | 3   | 1   | 2   | 2   | Rit | 1   | 4   | 1   | 2   | 5   | 3   | 356   |
| 3    | Franco Colapinto    | 9   | 6   | 2   | 4   | 5   | 8   | 5   | 1   | 8   | 3   | 3   | 2   | 3   | 2   | 2   | 315   |
| 4    | Yuki Tsunoda        | 5   | 1   | 4   | 11  | 7   | 3   | 7   | 16  | 3   | 4   | 7   | 4   | 9   | 7   | 6   | 257   |
| 5    | Petr Ptáček         | 8   | 8   | 6   | 9   | 14  | 10  | 3   | 5   | 10  | 5   | 2   | 5   | 7   | 3   | 5   | 241   |
| 6    | Grégoire Saucy      | 4   | 4   | 5   | 2   | 9   | 6   | 9   | 8   | 2   | 10  | 6   | 17  | 15  | 13  | 9   | 220   |
| 7    | Caio Collet         | 7   | Rit | DNS | 1   | 8   | 5   | 4   | 6   | 4   | Rit | 14  | 7   | 4   | 6   | 4   | 219   |
| 8    | Lirim Zendeli       | 3   | 3   | 8   | 7   | 2   | 12  | 10  | 7   | 5   | 12  | Rit | 3   | 13  | 15  | 13  | 200   |
| 9    | Ido Cohen           | 10  | 11  | 7   | 5   | 4   | 11  | 11  | 14  | Rit | 7   | 8   | 6   | 11  | 11  | 11  | 164   |
| 10   | Jackson Walls       | 12  | 9   | Rit | Rit | 15  | 4   | 8   | 9   | 12  | 6   | 1   | 10  | 10  | 9   | 8   | 160   |
| 11   | Oliver Rasmussen    | 6   | 2   | 17  | 13  | 11  | Rit | 6   | 3   | 9   | 8   | 11  | 11  | 12  | 12  | 12  | 158   |
| 12   | Lucas Petersson     | 16  | 13  | 10  | 12  | 12  | 7   | 16  | 11  | 7   | Rit | 12  | 13  | 8   | 8   | 10  | 127   |
| 13   | Spike Kohlbecker    | 13  | 12  | 12  | 17  | 13  | 13  | 14  | 15  | Rit | 14  | 13  | 12  | 5   | 10  | 7   | 109   |
| 14   | Tijmen van der Helm |     |     |     |     |     |     | 17  | 17  | 11  | 11  | 10  | 9   | 6   | 1   | Rit | 84    |
| 15   | Émilien Denner      | 11  | 10  | 9   | 8   | 1   | Rit | Rit | 12  | Rit | Rit | DNS | DNS | Rit | 14  | Rit | 72    |
| 16   | Rui Andrade         | 14  | 14  | 16  | 15  | 16  | 14  | 13  | 13  | Rit | 9   | 9   | 15  | 16  | 18  | Rit | 70    |
| 17   | Henning Enqvist     | Rit | 18  | 14  | 16  | Rit | 16  | 12  | 10  | 6   | 13  | 15  | 14  | Rit | 16  | Rit | 68    |
| 18   | Axel Gnos           | 15  | 16  | 11  | 14  | 17  | 15  | 15  | Rit | Rit | 15  | 16  | 16  | 14  | 17  | 14  | 60    |
| 19   | José Blanco         | Rit | 15  | 13  | 10  | 10  | 9   |     |     |     |     |     |     |     |     |     | 41    |
| 20   | Chelsea Herbert     | 17  | 17  | 15  | DNS | WD  | WD  |     |     |     |     |     |     |     |     |     | 10    |
| 21   | Ken Smith           |     |     |     |     |     |     |     |     |     |     |     |     | 17  | 19  | 15  | 10    |
| —    | Amaury Cordeel      | WD  | WD  | WD  |     |     |     |     |     |     |     |     |     |     |     |     | —     |
| Pos. | Pilota              | HIG | HIG | HIG | TER | TER | TER | HMP | HMP | HMP | PUK | PUK | PUK | MAN | MAN | MAN | Punti |